# Kapselhotell

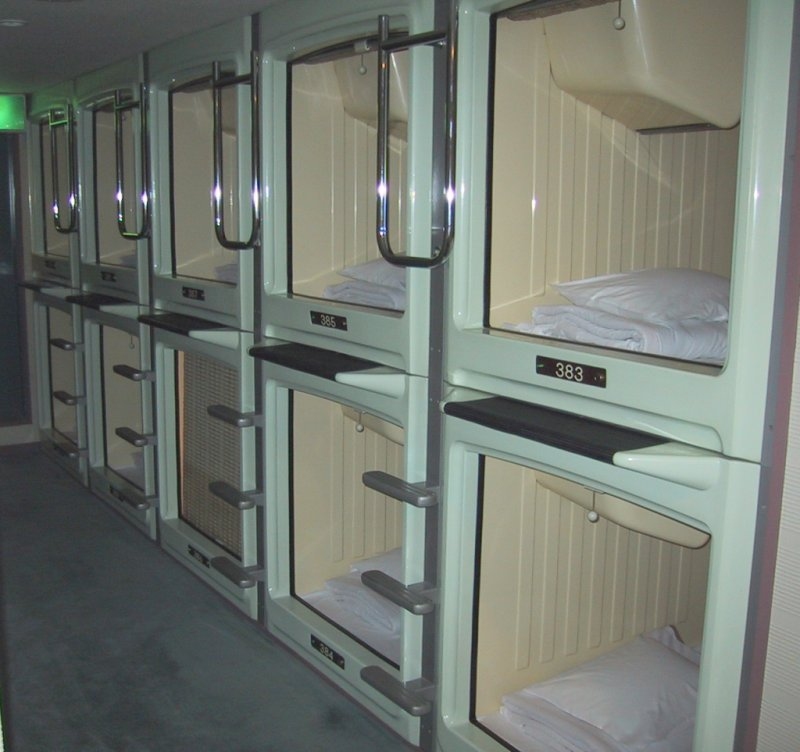
Hotellkapslar i Osaka.

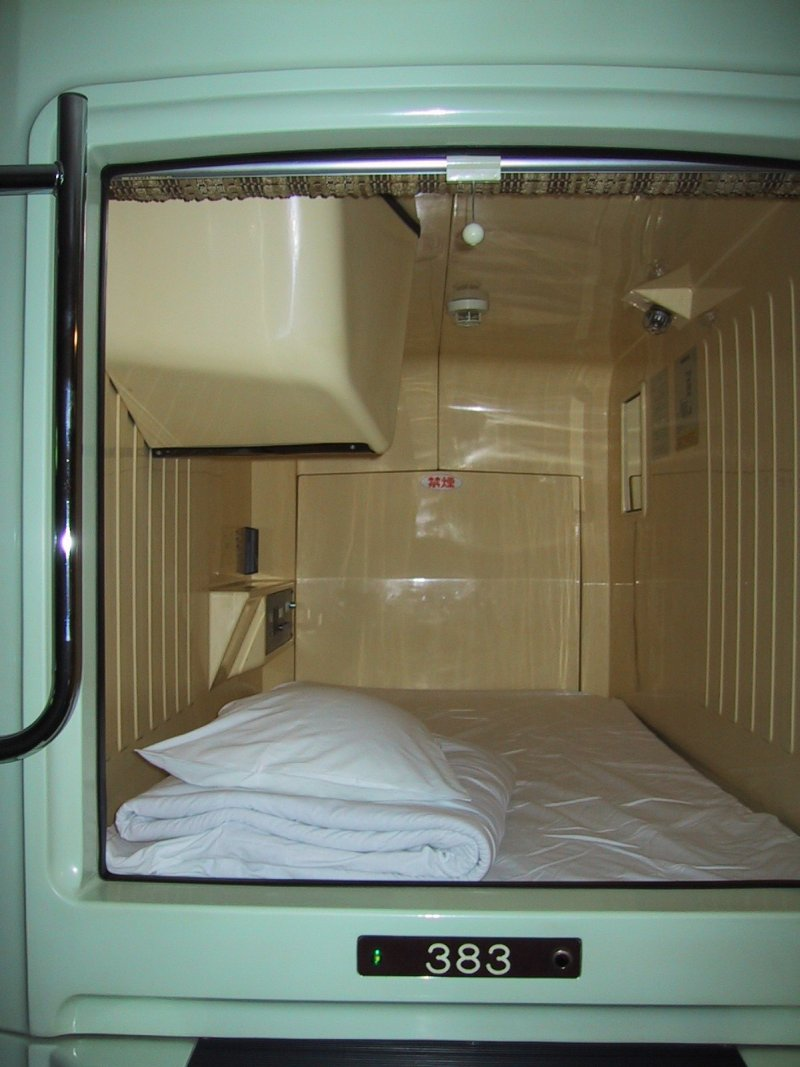
En hotellkapsel, med TV i övre vänstra hörnet.

Ett kapselhotell (japanska: カプセルホテル, kapuseru hoteru; engelska: capsule hotel?) är en typ av hotell som utvecklats i Japan. Det inrymmer ett stort antal mycket små "rum" (kapslar/kabiner), som ofta är placerade i två "våningar". Hotellet erbjuder en enkel och billig övernattning för gäster som inte kräver samma bekvämlighet som på mer konventionella hotell.

## Beskrivning
Utrymmet som hotellgästen hyr är begränsat till en moduluppbyggd kabin i plast eller glasfiber som är cirka två meter lång, en meter bred och 1,25 meter hög. Där finns i stort sett bara plats för en bädd. Där finns oftast en TV installerad, liksom trådlöst Internet och annan hemelektronik. Kabinerna är staplade kant i kant och två på höjden med en liten stege för att komma upp till den övre våningen. Inne i hotellkabinen låser man om sig med en dörr/lucka – alternativt genom att dra för en gardin.
Hotellets gäster ombeds i regel att inte röka eller äta inne i kapslarna.
Bagaget låser man in i skåp i särskilda omklädningsrum. Duscharna är gemensamma för hotellets gäster, och vissal hotell ger tillgång till antingen restaurang eller varuautomater. Skor och kläder byts ibland ut mot yukata (enkel kimono) och innetofflor, innan man tar sin kapsel i besittning. 
Kapselhotell varierar i storlek; en del har bara cirka 50 kapslar medan andra har över 700. Många används främst av män, och andra kapselhotell har anvisat olika delar av hotellet för män och kvinnor.
Dessa hotell erbjuder enkelhet och lågt pris, oftast runt 2000–4000 yen (150–300 kronor) per natt. En del hotellgäster är sådana som (särskilt mitt i veckan) är för onyktra för att ta sig hem säkert, eller skäms för att visa upp sig för sina hustrur. Den fortsatta japanska recessionen (de senaste decennierna) har medfört att många hotellgäster är sådana som är arbetslösa eller deltidsarbetslösa; 2010 var cirka 30 procent av gästerna på Capsule Hotel Shinjuku 510 i Tokyo (deltids)arbetslösa och hyrde sin kapsel en månad i taget.

## Historik
Det första kapselhotellet var Capsule Inn Osaka, öppnat 1979.
I januari 2011 öppnades det första kapselhotellet i Kina, i Xi'an. Det 300 kvadratmeter stora hoteller rymde 68 kapslar och var till att börja med endast öppet för manliga gäster. Hotellet tvangs dock stänga efter en tid, efter att man inte klarat ett brandtest. Man återstartade dock 2012, och har numera 86 kabiner och särskilda avdelningar för kvinnor. 2012 kom det första kapselhotellet i Singapore.
Denna hotelltyp utvecklades i Japan men har ännu inte blivit vanlig utanför landet. Västliga varianter, lite mer svängrum och ofta med inbyggd toalett, utvecklas dock och betecknas på engelska som pod hotels. 2008 öppnade det första "minirumshotellet" på Arlanda flygplats, med små "vanliga" rum och en våningssäng i varje.